# День Конституції Норвегії

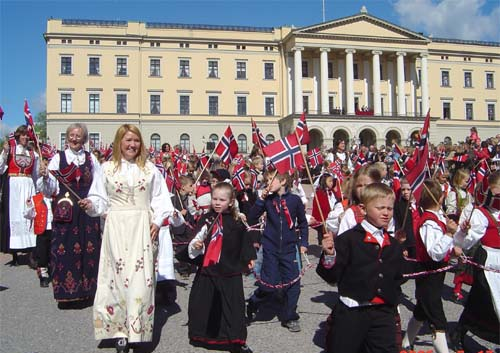
Дитячий парад на День Конституції в Норвегії, Осло, 2005 р.

День Конституції Норвегії (норв. Grunnlovsdag) — головне національне свято Норвегії, яке відзначають щорічно 17 травня. Збігається з днем незалежності країни і є вихідним днем.

## Історія та святкування
Після поразки Данії у війні з Англією Норвегія перестала бути данською провінцією та перейшла під владу Швеції з правом самоврядування. 17 травня 1814 на Установчих зборах в Ейдсволлі прийняли Конституцію та проголосили незалежність Норвегії.
Перше святкування дня Конституції, організоване Стортингом, відбулася 17 травня 1836. В 1870 організовано перший дитячий парад на честь свята, а з 1906 на балконі Королівського палацу в Осло стала збиратися королівська родина, щоби вітати процесії.
Традиції святкування збереглися і в наші дні. Щорічно 17 травня норвезькі школярі по всій країні збираються у процесії для проведення святкової ходи, одягаються в національний одяг — бунад (норв. Bunad) — і несуть прапори. Паради часто супроводжує гра шкільних оркестрів. Після дітей до ходи підключаються і дорослі — представники політичних, спортивних, релігійних та інших організацій. По закінченні офіційної частини святкування продовжується або в сімейному колі, або в масових гуляннях, що тривають до глибокої ночі.